# Світ Сешлар
Світ Сешлар (словен. Svit Sešlar, нар. 9 січня 2002, Марибор, Словенія) — словенський футболіст, півзахисник турецького клубу «Еюпспор» та національної збірної Словенії.
На правах оренди грає в словенському «Целє».

## Ігрова кар'єра

### Клубна
Свою футбольну кар'єру Сешлар починав у молодіжних командах ряда словенських клубів. У 2019 році він приєднався до люблянської «Олімпії». У 2020 році футболіста почали залучати до тренувань з першою командою. Але у вересні 2020 року Сешлара відправили в оренду до клубу другого дивізіону «Крка». Вже в кінці 2020 року футболіст залишив команду. 
14 лютого 2021 року у матчі чемпіонату Словенії проти «Мури» Сешлар дебютував у матчах вищого дивізіону чемпіонату країни. За час виступів у складі «Олімпії» Сешлар став чемпіоном країни та двічі виграв національний Кубок.
У серпні 2023 року Сешлар перейшов до турецького «Еюпспора» і 2 вересня провів першу гру в новій команді. Через рік футболіст повернувся до Словенії, де перед сезоном 2024/25 уклав орендну угоду з клубом «Целє».

### Збірна
14 листопада 2024 року в матчі Ліги націй проти команди Норвегії Світ Сешлар дебютував у складі національної збірної Словенії.

## Титули
Олімпія
 Чемпіон Словенії: 2022/23
 Переможець Кубка Словенії (2): 2020/21, 2022/23
Целє
 Переможець Кубка Словенії: 2024/25

## Особисте життя
Світ є сином Сімона Сешлара — словенського футболіста, гравця національної збірної Словенії.